# Columbine (Album)
Columbine ist das Debütalbum der dänischen Singer-Songwriterin Aura Dione. Es wurde am 28. Januar 2008 in Dänemark unter dem Label Music for Dreams sowie am 27. November 2009 in Deutschland unter dem Label Island Records veröffentlicht.

## Hintergrundinformationen
Die erste in Dänemark erschienene Version des Albums enthielt nur 10 Songs. Auf der späteren deutschen Veröffentlichung wurden zwei neue Songs, Stay the Same und Lulla Goodbye, hinzugefügt. Außerdem beinhaltet die deutsche Version I Will Love You Monday (365), welche im Vergleich zur dänischen Originalversion verändert wurde. Eine später in Dänemark veröffentlichte Version des Albums enthielt außerdem eine zweite CD, auf der die zwei neuen Songs sowie einige Remixe enthalten waren.

## Titelliste

### Dänische Standardversion
1. Glass Bone Crash – 2:24
2. Little Louie – 4:26
3. Something from Nothing – 3:26
4. Picture of the Moon – 2:44
5. You are the Reason – 3:02
6. Song for Sophie – 3:19
7. I Will Love You Monday -
8. Clean Hands – 3:51
9. Are You for Sale – 2:09
10. Antony – 4:40

### Zweite dänische Version
Das Album enthält neben der Standardversion noch eine zweite CD mit folgenden Titeln:
1. Stay the Same
2. Lulla Goodbye
3. Song for Sophie (Akustik Version)
4. Song for Sophie (Jazzbox Remix)
5. I Will Love You Monday (Fagget Fairy's Remix)
6. Something from Nothing (Jazzbox Remix)
7. You are the Reason (DJ Disse Remix)
8. I Will Love You Monday (Jazzbox Remix)
9. Are You for Sale (Lulu Rouge Remix)
10. I Will Love You Monday (Peter Visti Remix)

### Deutsche Version
1. Glass Bone Crash – 2:24
2. Little Louie – 4:26
3. Something from Nothing – 3:26
4. Stay the Same – 3:11
5. Picture of the Moon – 2:44
6. You are the Reason – 3:02
7. Song for Sophie – 3:19
8. I Will Love You Monday -
9. Clean Hands – 3:51
10. Are You for Sale – 2:09
11. Antony – 4:40
12. Lulla Goodbye – 3:27

## Singleauskopplungen
Ihre erste Single in Dänemark war Something from Nothing, danach folgten Song for Sophie und I Will Love You Monday, welche die Plätze 7, 16 bzw. 20 der dänischen Charts erreichten.
Ihre erste Single außerhalb Dänemarks war eine modifizierte Version ihrer dritten Single I Will Love You Monday. Im Vergleich zur dänischen Version des Songs wurden hier ein neuer Refrain sowie weitere Instrumente hinzugefügt. I Will Love You Monday (365) erreichte in Deutschland Platz eins der Charts und wurde mit Platin ausgezeichnet. Als zweite Single folgte Song for Sophie (I Hope She Flies), welches Platz 12 in Deutschland erreichte, sowie Something from Nothing als Download, welcher Platz 90 erreichte.
| Jahr | Titel                              | Höchstplatzierung, Gesamtwochen, AuszeichnungChartplatzierungen (Jahr, Titel, , Platzierungen, Wochen, Auszeichnungen, Anmerkungen) | Höchstplatzierung, Gesamtwochen, AuszeichnungChartplatzierungen (Jahr, Titel, , Platzierungen, Wochen, Auszeichnungen, Anmerkungen) | Höchstplatzierung, Gesamtwochen, AuszeichnungChartplatzierungen (Jahr, Titel, , Platzierungen, Wochen, Auszeichnungen, Anmerkungen) | Höchstplatzierung, Gesamtwochen, AuszeichnungChartplatzierungen (Jahr, Titel, , Platzierungen, Wochen, Auszeichnungen, Anmerkungen) | Anmerkungen                                                 |
| Jahr | Titel                              | DE | AT | CH | DK | Anmerkungen                                                 |
| ---- | ---------------------------------- | --- | --- | --- | --- | ----------------------------------------------------------- |
| 2008 | Song for Sophie (I Hope She Flies) | DE12 (22 Wo.)DE | AT18 (15 Wo.)AT | CH68 (3 Wo.)CH | DK16 Gold · (22 Wo.)DK | Erstveröffentlichung: 11. August 2008 Verkäufe: + 7.500     |
| 2008 | Lulla Goodbye                      | — | — | — | — | Erstveröffentlichung: 8. Dezember 2008                      |
| 2008 | Stay the Same                      | — | — | — | — | Erstveröffentlichung: 29. Dezember 2008                     |
| 2009 | I Will Love You Monday (365)       | DE1 Platin · (29 Wo.)DE | AT2 Platin · (27 Wo.)AT | CH2 Platin · (25 Wo.)CH | DK20 (5 Wo.)DK | Erstveröffentlichung: 13. November 2009 Verkäufe: + 360.000 |

## Chartplatzierungen
| ChartsChartplatzierungen | Höchstplatzierung | Wochen |
| ------------------------ | ----------------- | ------ |
| Dänemark (IFPI/Nielsen)  | 3 (13 Wo.)        | 13     |
| Deutschland (GfK)        | 44 (17 Wo.)       | 17     |
| Österreich (Ö3)          | 31 (8 Wo.)        | 8      |
| Schweiz (IFPI)           | 30 (14 Wo.)       | 14     |